# Glass House Mountains

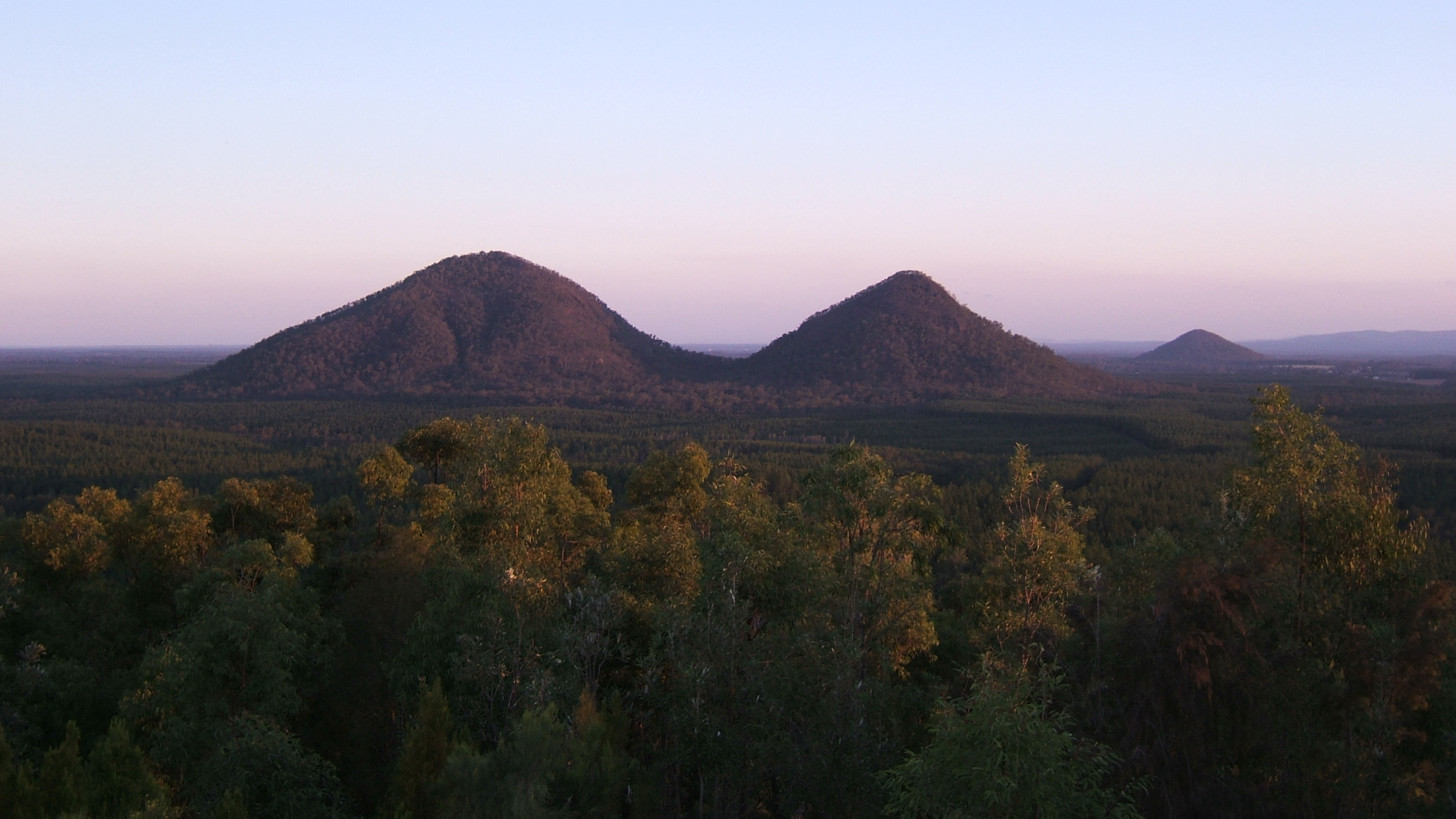
Die zwei Tunbubudula-Berge

Im Gebiet der Glass House Mountains, auch Glasshouse Mountains geschrieben, befinden sich zwölf vulkanische Berge, die sich abrupt aus der relativ flachen Ebene an der Sunshine Coast im Inland von Queensland in Australien erheben. Die Berge liegen etwa 70 Kilometer nördlich von Brisbane. Das Gebiet ist Teil der Great Dividing Range. Die Ebene zwischen und um die Berge wird vor allem zum Anbau von Ananas, zur Geflügelzucht und für Forst- und Holzwirtschaft genutzt.

## Geschichte

### Entdeckung
Der Name Glass House Mountains wurde von James Cook am 17. Mai 1770 vergeben, als er als erster Europäer an der australischen Ostküste entlangsegelte und die Berge sichtete. Die Erhebungen erinnerten ihn an die Glasschmelzofen in seiner Heimat Yorkshire. Matthew Flinders erkundete das Gebiet 1799 nach seiner Fahrt durch die Pumicestone Passage und bestieg als erster Europäer den Mount Beerburrum.

### Besiedlung
Während der 1860er Jahre begann die Besiedlung des Gebiets und große Flächen Wald wurde für die Landwirtschaft und Viehzucht gerodet. 1890 wurde die Eisenbahn von Caboolture bis Landsborough, die eine bessere Erschließung ermöglichte. Nach dem Beerburrum Soldier Settlement Scheme erhielten ehemalige Soldaten und ihre Familien in den frühen 1900er Jahren Land, pflanzten Ananas an und wurden Farmer. Allerdings waren viele Farmen wirtschaftlich nicht erfolgreich, und frühere Farmer mussten teilweile in der Holzindustrie arbeiten, die in Campbellville an den Ufern des Coochin Creek aufgebaut wurde und das Holz zur Pumicestone Passage zur weiteren Verschiffung flößte.
Bereits in den frühen 1930er Jahren wurden Baumplantagen angelegt wie auch in den 1980er und 1990er Jahren, als Pinus  caribaea, Pinus elliottii und Hybride dieser Arten gepflanzt wurden. Der Holzeinschlag in die Pflanzungen in Queensland erbringt einen jährlichen Betrag von einer Milliarde Australischer Dollar.

## Geologie
Die Berge der Glass House Mountains wurden durch heißflüssige Lava geformt, die vor 26 bis 27 Millionen Jahren zu hartem Gestein in Form von vulkanischen Kernen erstarrte. Die Lava stammte aus dem East Australia Hotspot. Die Berge sind Säulen aus Comendit, einem hellen blaugrauen Rhyolith und Trachyt, die schnell erstarrten. Die dieses harte Gestein umgebende weichen Gesteine verwitterten in der nachfolgenden Zeit, und die vulkanischen Pfropfen traten hervor, die heute zu sehen sind. Die Berge stehen in einem relativ engen räumlichen Bezug zueinander, so dass angenommen werden kann, dass sie einmal verbunden waren.

## Berge
Alle Berge befinden sich im Glass-House-Mountains-Nationalpark. Einige der Erhebungen stellen vulkanische Säulen dar, insbesondere der Mount Coonowrin, Mount Ngungun und Mount Beerwah mit den Orgelpfeifen. Diese Säulen sind Resultate von Lava-Ausflüssen. Vereinzelt finden sich an den Bergen oberflächliche Aushöhlungen, die durch Wind-Erosion und durch hydrolytische Verwitterung in Kontakt mit Grundwasser ausgeformt wurden.
Der höchste Berg ist der Mount Beerwah mit einer Höhe von 556 Metern über Meereshöhe. Der bemerkenswerteste Berg ist aber der Mount Tibrogargan, der sich wie ein gigantischer sitzender, in Richtung See starrender Affe an einer Straße erhebt.
Von den höchsten Berggipfeln kann man an klaren Tagen bis nach Brisbane, Bribie Island, Moreton Island, zur Pumicestone Passage und in die Gebiete der Sunshine Coast sehen.
Berge und Höhen
- Mount Beerburrum, 276 m
- Mount Beerwah, 556 m
- Mount Coochin, 235 m
- Mount Coonowrin oder Crookneck, 377 m
- Mount Elimbah, 129 m
- Mount Miketeebumulgrai, 199 m
- Mount Ngungun, 253 m
- Mount Tibberoowuccum, 220 m
- Mount Tibrogargan, 364 m
- Mount Tunbubudla oder Twins, 312 und 293 m
- Wild Horse Mountain oder Round Mountain, 123 m

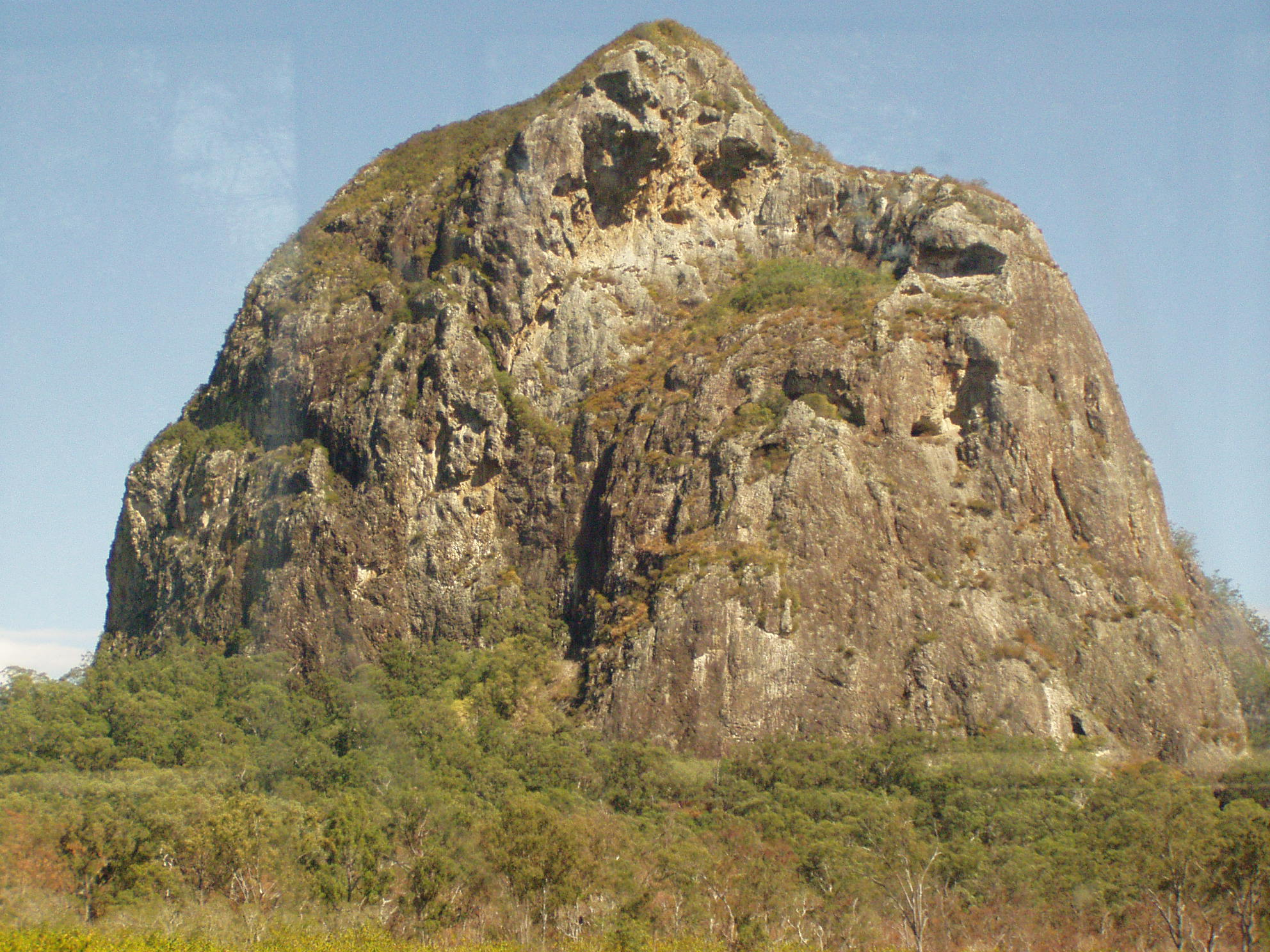
Mount Tibrogargan, 364 m hoch
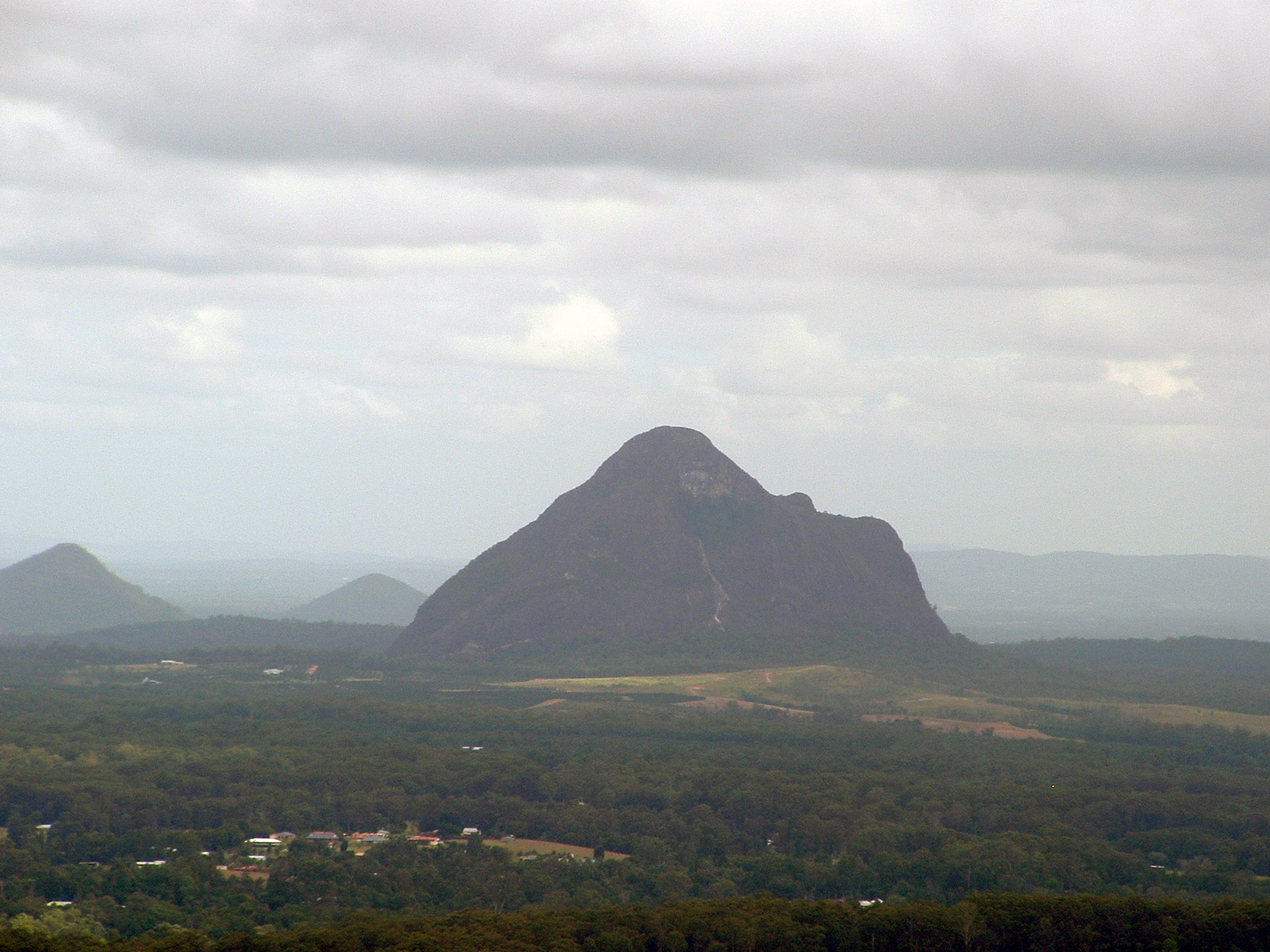
Mount Beerwah, 555 m hoch
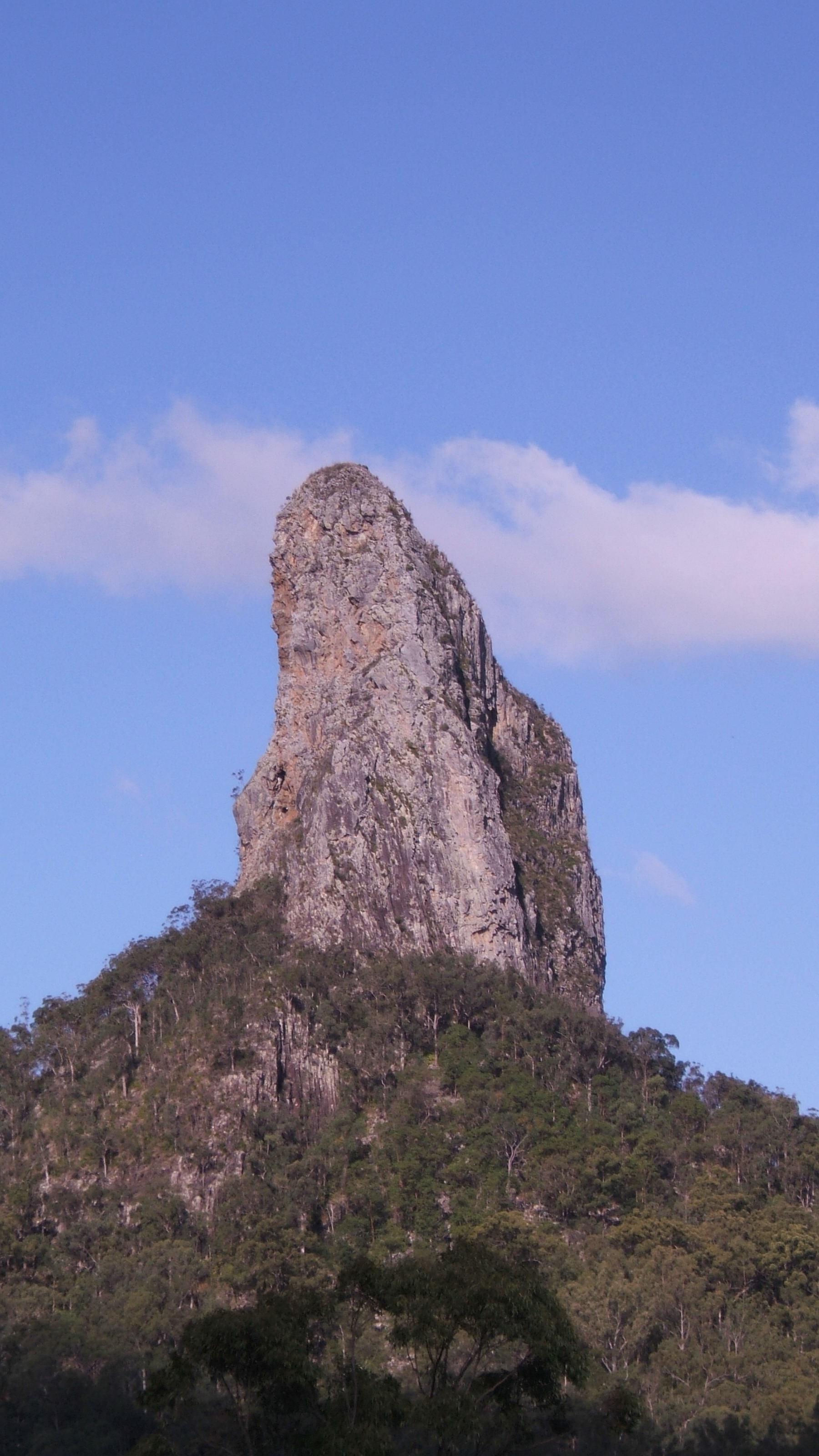
Mount Coonowrin, 377 m hoch

## Traumzeit
Die Glass House Mountains liegen im traditionellen Land des Aborigines-Volk der Gubbi Gubbi. In ihren Vorstellungen und Erzählungen der Traumzeit sind die Berge Söhne und Töchter von Vater Mount Tibrogargan und Mutter Mount Beerwah. Das älteste Kind ist der Mount Coonowrin.
Tibrogargan sah, dass die See anstieg, und befahl Coonowrin, dass er seine schwangere Beerwah in Sicherheit bringen solle. Stattdessen floh Coonowrin in Panik. Erzürnt verfolgte ihn Tibrogargan und schlug derart fest zu, dass er sich sein Genick ausrenkte.
Als die Gefahr vorüber war, fühlte sich Coonowrin enorm schuldig und bat seinen Vater, seine Brüder und Schwestern um Vergebung, aber alle wandten sich wegen dieser Schande von ihm ab. Dies führte dazu, dass nur kleine Ströme durch das Berggebiet fließen. Tibrogargan drehte Coonowrin seinen Rücken zu und starrt in Richtung See, um nicht auf seinen Sohn blicken zu müssen, der weiterhin seinen Kopf in Schande weinend hängen lässt.
Die Berge sind von kultureller Bedeutung für die Aborigines. Falls die Aborigines ihren Native Title beanspruchen, würde der Zugang zu den Bergen eingeschränkt werden, da sie diese als spirituelle Plätze ihrer Traumzeit betrachten. Südöstlich des Städtchens Glass House Mountains befindet sich ein mythischer Platz, ein sogenannter Bora-Ring, ein Ort der Initiation von Knaben.

## Tourismus
Das Bergland ist für Touristen zum Bootsfahren, Fischen, Campen, Picknicken und mit Feuerplätzen und Toiletten erschlossen. Bei der Ortschaft Beerwah befindet sich der Australia Zoo.
Zu allen Bergen gibt es Wanderwege und teilweise nahe Parkplätze mit touristischer Infrastruktur. Wenige Berganstiege erfordern bergsteigerische Kenntnisse, so hat beispielsweise der 123 Meter hohe Wild Horse Mountain einen Anstieg mit dem bergsteigerischen Schwierigkeitsgrad von 3 und der Mount Beerwah von 5 mit einer Steigdauer von etwa drei Stunden und einem empfohlenen Trinkwasservorrat von drei Litern je Person. Zu beachten ist, dass ein Teil der Berge wegen akuter Felssturzgefahr nicht bestiegen werden kann.